# Sainte-Colombe-sur-Loing
Sainte-Colombe-sur-Loing este o comună în departamentul Yonne, Franța. În 2009 avea o populație de 183 de locuitori.

## Evoluția populației
| An        | 1975 | 1982 | 1990 | 1999 | 2006 | 2009 |
| --------- | ---- | ---- | ---- | ---- | ---- | ---- |
| Populație | 236  | 232  | 219  | 211  | 191  | 183  |